# テリー・サバラス
“テリー”アリストテレス・サバラス（Aristotelis "Telly" Savalas, 1922年1月21日 - 1994年1月22日）は、アメリカ合衆国ニューヨーク州ロングアイランド出身の俳優。表記はサヴァラスとも。

## 生涯
人生とキャリア
両親共にギリシャ系で、父はギリシャ料理レストランのオーナー。5人兄弟の2番目。
コロンビア大学で心理学を専攻し、その後劇団を経て1959年に舞台デビュー。同じ年、ジョン・フランケンハイマー監督の『明日なき十代』で映画にもデビュー。続くフランケンハイマー監督の『終身犯』ではアカデミー助演男優賞候補となった。
禿頭がトレードマークで、日本では特にテレビドラマ『刑事コジャック』（1973年 - 1990年）の主演で有名。
ダンディで颯爽としたヒーローを演じ、お茶の間で親しまれた。70年代後半になるとその個性を逆手にとって強烈な悪役や不気味なキャラクターを演じた。1994年『バックファイヤー!』でも健在ぶりを披露し元気な姿を見せていたが、すでに前立腺癌に冒されていた。
1994年、誕生日の翌日の1月22日、癌で死亡。72歳没。
親友は俳優のジョン・アニストンで、彼の娘でテレビドラマ『フレンズ』に出演している女優のジェニファー・アニストン（Jennifer Aniston）の名付け親でもある。
ヨーロッパでの活動
サバラスも彼と同時代の俳優たちと同様にマカロニ・ウエスタン等に代表されるイタリア製の疑似米国映画に出演した。
ハリウッド映画は1950年代から1960年代に掛けて盛んに欧州ロケを行っていた。サバラスもフランス・ロケの『プレイガール陥落す』（1963年）や旧ユーゴスラビアで撮影された大作史劇『ジンギス・カン』（1965年）、スペインで撮影された戦争大作『バルジ大作戦』（1965年）にも脇役出演し、欧州映画界との人脈を築いた。特に『バルジ大作戦』に出演した俳優の多くがマカロニ・ウエスタンにも参加した。
1960年代の末からはスペインでロケされたハリウッド西部劇『地獄の荒野（テレビ放映別題：フォージリバーの大虐殺）』（1969年/未/テレビ放映/当初はイタリア映画として紹介された）を手始めに、英国とスペインの合作『荒野のライフル』（1971年/未/テレビ放映/米国映画として紹介されることもある）にも悪役として出演した。尚、同時進行でハリウッド映画の個性派俳優として売れっ子でもあり、テレビ・シリーズ等にもゲスト出演していた。
1972年にはトニーノ・ヴァレリイ監督のマカロニ・ウエスタン『ダーティ・セブン/禿鷹要塞爆破作戦（要塞攻防戦/いのち知らずのならず者）』（未/テレビ放映/ビデオ）でジェームズ・コバーンに対する仇役として共演し、セルジオ・ソリーマ監督の『狼の挽歌』（1970年）とアルベルト・デ・マルティーノ監督のマフィア物『シシリアン・マフィア』（1972年）にも仇敵として出演した。他にも、セルジオ・コルブッチ監督のマカロニ・ウエスタン『J&S/さすらいの逃亡者』（1973年）にも執念深い保安官役で出演しており、トーマス・ミリアンとスーザン・ジョージに翻弄される役どころだった。
英国とスペイン合作の20世紀初頭のシベリア鉄道を舞台にしたホラー映画『ゾンビ特急｢地獄｣行き』（1971年/未/ビデオ）ではクリストファー・リーとピーター・カッシングと共演し、監督のエウヘニオ・マルティンとは翌年のメキシコ革命物『パンチョ・ヴィラ』（1972年/未ソフト化）でも組んでおり、サバラスは主演のみならず、エンディング・テーマも歌っている。因みに、上記2作品の製作チームが手掛けた『地獄のアパッチ（テレビ放映別題：情報将校アパッチ）』（1971年/未/テレビ放映）では主演のリー・ヴァン・クリーフがエンディング・テーマを歌っている。尚、イタリアやスペインでのサバラスは凄味のある悪役としての活動が目立った。
その後、マリオ・バーヴァ監督のイタリア映画『新エクソシスト/死肉のダンス（テレビ放映題：エクソシストの館）』（1973年/未/テレビ放映/ビデオ）やフランコ・ネロと共演した『マーク・レスター/小さな冒険者』（1974年）、スペインのジェス・フランコ監督のフランスのホラー映画『フェイスレス』（1987年）等にも出演した。また、『ジンギス・カン』や『戦略大作戦』（1970年）で訪れた旧ユーゴスラビアへは『特攻大作戦』（1967年）の外伝的な1980年代に製作されたテレビ映画の撮影で再訪している。
ヨーロッパの他には、南アフリカ共和国では『ダイヤモンドの犬たち』（1975年）に敵役で登場したが、クレジットの序列は主演のピーター・フォンダを差し置いてのトップだった。また、片岡鶴太郎がファイティング原田を演じた豪州のテレビ映画『野性のファイター』（1990年/テレビ映画）にも出演した。

## エピソード
サバラスは若いころに不思議な体験をしていて、トークショーなどでよく話していた。1957年2月27日にロング・アイランドの田舎道を自動車で走っていた彼は、午前3時にガス欠を起こしてしまった。近くの食堂でガソリンスタンドの場所を聞き、歩き始めるとヘッドライトを消した黒いキャデラックが停まり、若い男が妙な甲高い声で話かけてきた。彼はスタンドまでサバラスを乗せてくれたうえ、小銭まで貸してくれた。どうしてもこれを返したいというサバラスの頼みに、男は紙切れに「ハリー・アガニス」という名と住所、電話番号を書いてくれた。
後日サバラスが電話をかけると、彼の妻が出て、困惑した様子で「ハリーは3年前に高校の同窓会に向かう途中事故でキャデラックが炎上し死んだ」と告げ、すすり泣いた。驚いたサバラスがアガニス家を訪ねると、妻のジェーンは紙切れの筆跡は夫に間違いなく、服装（黒いタキシードに白い絹シャツ、黒い蝶ネクタイ）も埋葬時のものだと語った。ハリーは咽頭癌の手術で声が甲高くなっていたという。
その後、サバラスは都合3回アガニスを見たといい、2回目はゴルフ場に白い背広で現れたあと、消えたと語っている。サバラスは「私にもさっぱりわからない。この事件は一生忘れられない。いつかこの謎が解ける時が来るのだろうか」と述懐している。
青池保子の漫画作品『エロイカより愛をこめて』の登場人物「子熊のミーシャ」は、サバラスをモデルにしている。
歌手としても活動しており、1974年にはブレッドの「イフ」のカヴァー（歌唱は無く、スポークン・ワードとストリングス、コーラスで構成されたヴァージョン）を全英チャートNo1に送り込んだ。

## 主な出演作品
| 公開年          | 邦題 原題                                                                     | 役名                               | 備考                                | 日本語吹替                                      |
| --------------- | ----------------------------------------------------------------------------- | ---------------------------------- | ----------------------------------- | ----------------------------------------------- |
| 1961年          | 機関銃を捨てろ Mag Dog Coll                                                   | ダロ                               |                                     |                                                 |
| 1961年          | 明日なき十代 The Young Savages                                                | ガンダーソン                       |                                     | 小林清志（NETテレビ版）                         |
| 1962年          | 恐怖の岬 Cape Fair                                                            | チャーリー・シーバース             |                                     | 小林清志（NETテレビ版） 菅生隆之（BD版）        |
| 1962年          | 終身犯 Birdman of Alcatraz                                                    | フェト・ゴメス                     |                                     | 小林清志（NETテレビ版） 飯塚昭三（TBS版）       |
| 1963年          | 現金お断り The Man from the Dinner's Club                                     | Foots Pulardos                     |                                     |                                                 |
| 1963年          | プレイガール陥落す Love Is a Ball                                             | クリスチャン・ガンプ               |                                     |                                                 |
| 1963年          | ひとりぼっちのギャング Johnny Cool                                            | ヴィンス                           |                                     |                                                 |
| 1965年          | 偉大な生涯の物語 The Greatest Story Ever Told                                 | ピラト                             |                                     | 大平透（NETテレビ版）                           |
| 1965年          | ジンギス・カン Genghis Khan                                                   | シャン                             |                                     | 桑原たけし（TBS版） 不明（NETテレビ版）         |
| 1965年          | バルジ大作戦 Battle of the Bulge                                              | ガフィー軍曹                       |                                     | 大平透（NETテレビ版） 不明（フジテレビ版）      |
| 1965年          | いのちの紐 The Slender Thread                                                 | ジョー・コバーン                   |                                     | 飯塚昭三                                        |
| 1966年          | ボー・ジェスト Beau Geste                                                     | Sgt. Maj. Dagineau                 |                                     | 若山弦蔵（TBS版）                               |
| 1967年          | 特攻大作戦 The Dirty Dozen                                                    | アーチャー・J・マゴット            |                                     | 水鳥鉄夫（東京12ch版）                          |
| 1967年          | FBIの敵No.1 Cosa Nostra an Arch Enemy of the FBI                              | エド・クレメンテ                   |                                     |                                                 |
| 1968年          | 追いつめて殺せ! Sol Madrid                                                    | エミル                             |                                     |                                                 |
| 1968年          | インディアン狩り The Scalphunters                                             | ジム                               |                                     | 大平透（NETテレビ版）                           |
| 1969年          | 女王陛下の007 On Her Majesty's Secret Service                                 | エルンスト・スタウロ・ブロフェルド |                                     | 森山周一郎（TBS版） 麦人（ソフト版）            |
| 1969年          | 世界殺人公社 The Assassination Bureau                                         | ボストウィック                     |                                     | 森山周一郎（TBS版）                             |
| 1969年          | マッケンナの黄金 Mackenna's Gold                                              | ティッブス                         |                                     | 大平透（テレビ朝日版） 谷昌樹（ソフト版）       |
| 1970年          | 戦略大作戦 Kerry's Heroes                                                     | ビッグ・ジョー                     |                                     | 大平透（フジテレビ版） 楠大典（吹替完全版）     |
| 1970年          | 狼の挽歌 Citta Violenta                                                       | ウェーバー                         |                                     | 大平透（NETテレビ版） 森山周一郎（TBS版）       |
| 1971年          | 課外教授 Pretty Maids All in a Row                                            | Sam Surcher                        |                                     | 森山周一郎（東京12ch版）                        |
| 1971年          | 荒野のライフル A Town Called Basterd                                          | ドン・カルロス                     |                                     |                                                 |
| 1971年          | 皆殺しL.A.コネクション Cray Pigeon                                            | レッドフォード                     |                                     |                                                 |
| 1972年          | シシリアン・マフィア I Fammliari Delle Vittime Non Saranno Avvertiti          | ドン・ヴィンチェンツォ             |                                     |                                                 |
| 1972年          | J&S/さすらいの逃亡者 La Banda J&S: Cronaca Criminale Del Far-West             | フランシスカス保安官               |                                     | 森山周一郎（東京12ch版）                        |
| 1972年          | 死の透視/爆弾魔を追う超能力教授 Visions...                                    | フィル・キーガン                   | テレビ映画                          |                                                 |
| 1972年          | ゾンビ特急地獄行き Horror Express                                             | カザン                             |                                     | 森山周一郎（ソフト版）                          |
| 1972年          | ダーティ・セブン Una Ragion per Vivera e Una per Morire                       | ワード                             |                                     |                                                 |
| 1973年          | マーク・レスター/可愛い冒険者 Senza ragione                                   | メンフィス                         |                                     |                                                 |
| 1973年 - 1978年 | 刑事コジャック Kojak                                                          | セオドア・コジャック警部補         | テレビシリーズ、118エピソードに出演 | 森山周一郎（TBS版）                             |
| 1974年          | 新エクソシスト 死肉のダンス Lisa e il diavolo                                 | レオナルド                         |                                     |                                                 |
| 1975年          | 怪盗軍団 Inside Out                                                           | ハリー・モーガン                   |                                     |                                                 |
| 1975年          | ダイヤモンドの犬たち Killer Force                                             | ウェブ                             |                                     | 大平透（テレビ朝日版）                          |
| 1977年          | テリー・サバラスの犯罪病棟 Beyond Reason                                      | ニコラス博士                       | 監督・脚本・出演                    |                                                 |
| 1977年          | カプリコン・1 Capricorn One                                                   | アルバイン                         |                                     | 森山周一郎（機内上映版） 大平透（テレビ朝日版） |
| 1979年          | オフサイド7 Escape to Athena                                                  | ゼノ                               |                                     | 森山周一郎（TBS版）                             |
| 1979年          | ポセイドン・アドベンチャー2 Beyond the Poseidon Adventure                     | ステファン・スベボ博士             |                                     | 森山周一郎（日本テレビ版、TBS版）               |
| 1979年          | マペットの夢みるハリウッド The Muppet Movie                                   | 本人                               |                                     | 熊倉一雄（LD版） 楠見尚己（Disney+版）          |
| 1979年          | 大西洋を乗っ取れ! The French Atlantic Affair                                  | Father Craig Dunleavy              | テレビ・ミニシリーズ                |                                                 |
| 1980年          | 怒りのボーダー The Border                                                     | フランク・クーパー                 |                                     |                                                 |
| 1980年          | 脱獄アルカトラズ Alcatraz: The Whole Shocking Story                           | Cretzer                            | テレビ映画                          | 森山周一郎（日本テレビ版）                      |
| 1982年          | テリー・サバラスのフェイク・アウト Fake Out                                   | サーストン                         |                                     |                                                 |
| 1984年          | キャノンボール2 Cannonball Run II                                             | ハイミー・カプラン                 |                                     | 森山周一郎（テレビ朝日版）                      |
| 1984年          | ボスの罠 The Cartier Affair                                                   | フィル・ドレクスラー               | テレビ映画                          |                                                 |
| 1985年          | 新・刑事コジャック/ベラリス・ファイル Kojak: The Belarus File                 | テオ・コジャック                   | テレビ映画                          | 森山周一郎（TBS版）                             |
| 1985年          | 不思議の国のアリス Alice in Wonderland                                        | チェシャ猫                         | テレビ映画                          | 大平透                                          |
| 1987年          | 新・刑事コジャック/虚栄の絆 Kojak: The Price of Justice                       | テオ・コジャック                   | テレビ映画                          | 森山周一郎（TBS版）                             |
| 1987年          | 殺人軍団ダーティ・ミッション/特攻大作戦3 Dirty Dozen: The Deadly Mission      | ライト                             | テレビ映画                          |                                                 |
| 1987年          | クライム・シティ The Equalizer                                                | ジョセフ・ヘイデン牧師             | テレビシリーズ                      |                                                 |
| 1988年          | 殺人軍団フェイタル・ミッション/特攻大作戦4 The Dirty Dozen: The Fatal Mission | ライト                             | テレビ映画                          |                                                 |
| 1989年          | ハリウッド探偵事務所 The Hollywood Detective                                  | ハリー・ベル                       | テレビ映画                          |                                                 |
| 1991年          | 野性のファイター/リングに賭けた男 Rose Against the Odds                       | ジョージ                           | テレビ映画                          |                                                 |
| 1992年 - 1993年 | ザ・コミッシュ The Commish                                                    | トミー                             | テレビシリーズ                      |                                                 |
| 1995年          | バックファイヤー! Back Fire!                                                  | 大物                               |                                     | 宝亀克寿                                        |

## 日本語吹き替え
主に担当していたのは、以下の二人である。
森山周一郎（テリー・サバラス本人公認）
『刑事コジャック』で初担当。同作は『ニューズウィーク』が絶賛するなど当たり役となった。以降、他の作品でも吹き替えを担当するようになり、サヴァラスの専属（フィックス）として定着した。
サヴァラスが来日した際には本人からも公認されており、その後も交流が生まれ、「テリー」「シュー」と呼び合う仲であった。その際サヴァラスからは「シュー、俺を日本で有名にしてくれてありがとう」との賛辞をもらったという。
また、1977年放送の人形劇『飛べ!孫悟空』に「悪党ゲパルツ団長」の声でゲスト出演した際、通常本人の顔をイメージして製作されるゲストの人形は、森山でなくサヴァラスをイメージした人形が作られた。
大平透
『バルジ大作戦』など、『刑事コジャック』以前の初期の作品から多く担当しており、サヴァラスの当初のフィックスとして定着していた。
当初は『刑事コジャック』のコジャック役も担当する予定であり、実際にオファーがあったものの、当時の演出担当ディレクターが「吹き替えのためには、声優もオリジナル俳優と同じ格好で生活してリアリティを出すべきだ」と、大平に対して丸坊主になるよう要求したが、当時田辺製薬の生CMに出演していた都合から不可能だったため降板。その後は、森山と分け合う形での担当となっていた。
『ホラー・エクスプレス ゾンビ特急地獄行き』のBD用新録版では当初サヴァラスの吹替に大平がキャスティングされていたが、大平が体調不良により出演辞退したため森山が担当することになった。
このほかにも、若山弦蔵、小林清志、水鳥鉄夫、麦人なども声を当てている。